# Refsdahlbrekka
Refsdahlbrekka (norwegisch) ist ein Gletscherhang in der Heimefrontfjella des ostantarktischen Königin-Maud-Lands. Er liegt an der Südflanke des Bonnevie-Svendsenbreen am südlichen Ende der Sivorgfjella.
Wissenschaftler des Norwegischen Polarinstituts benannten ihn 1987. Namensgeber ist Johan Sigurd Refsdahl (1904–1973), Finanzbeamter aus Bergen und ein Anführer im Widerstand gegen die gegen die deutsche Besatzung Norwegens im Zweiten Weltkrieg.